# Josef Turok
Josef Dmitrijevitj Turok (ryska: Иосиф Дмитриевич Турок), född 1900 i Guvernementet Smolensk, död 1 februari 1937 i Moskva, var en sovjetisk bolsjevikisk politiker. Han var bland annat biträdande chef för Permjärnvägens trafikavdelning.

## Biografi
Josef Turok gick med i bolsjevikpartiet år 1918.
I samband med den stora terrorn greps Turok i november 1936 och åtalades vid den andra Moskvarättegången; han erkände bland annat sabotage av järnvägar. Därtill dömdes han för att ha konspirerat för att mörda Sovjetunionens ledarskikt. Turok dömdes till döden och avrättades genom arkebusering den 1 februari 1937.